# Donald Carcieri
Donald Louis Carcieri (East Greenwich, 16 dicembre 1942) è un politico statunitense, governatore del Rhode Island dal 2003 al 2011.

## Biografia
Donald L. Carcieri nasce a East Greenwich, Rhode Island, da Marguerite E. Anderson e Nicola J. Carcieri, rispettivamente di origine svedese e italiana.
Carcieri si è laureato alla Brown University con una laurea in Relazioni Internazionali. Carcieri ha iniziato la sua carriera come insegnante di matematica al liceo, lavorando a Newport, Rhode Island, e Concord, Massachusetts . In seguito è diventato un banchiere e un uomo d'affari, facendosi strada nel lavoro fino a diventare vicepresidente esecutivo presso la Old Stone Bank. Successivamente, Carcieri diventa amministratore delegato e dirigente di numerose società, come la Cookson Group.

## Carriera politica

### Primarie repubblicane per la scelta del Governatore del Rhode Island e vittoria alle elezioni governatoriali (2002)
La carriera politica di Carcieri inizia nel 2002, quando dopo anni dedicati alla dirigenza aziendale, Carcieri decide di candidarsi alle primarie del Partito Repubblicano per la scelta di candidato Governatore del Rhode Island alle elezioni del novembre dello stesso anno. Candidatosi da outsider, Carcieri sconfigge nelle primarie James Bennett, che aveva ottenuto l'appoggio ufficiale del partito.
Nelle elezioni governatoriali di novembre riesce infine ad ottenere la vittoria contro la candidata del Partito Democratico Myrth York, sconfiggendola con il 54,8% dei voti contro il 45,2% dell'avversaria.

### Governatore del Rhode Island (2003-2011)

#### Primo mandato (2003-2007)
Carcieri assume le funzioni di Governatore del Rhode Island il 7 gennaio 2003.
Tra le prime misure adottate da Carcieri figura una legge che istituisce una moratoria sull'uso della pirotecnica in locali fino a 300 persone presenti: la misura è stata adottata dopo che il 20 febbraio 2003 nel night club "The Station" a West Warwick è divampato un incendio che ha causato più di 100 morti. Inoltre, Carcieri nel primo mandato da Governatore ha dovuto fronteggiare diversi scontri politici scaturiti dal fatto che l'Assemblea Generale era controllata dai democratici, e quindi non sono mancati i divari di opinioni sull'approvazione di diverse leggi votate dall'Assemblea da parte di Carcieri, come la legge sulla marijuana medica, la legge sui dipendenti statali e l'estensione dei programmi di assistenza sociale.

#### Secondo mandato (2007-2011)
Dopo la vittoria di Carcieri alle elezioni governatoriali del 2006, nelle quali Carcieri ha prevalso sul democratico Charles Fogarty con il 51% dei voti, Carcieri di è reinsediato come Governatore del Rhode Island.
Uno degli eventi salienti avvenuti durante il secondo mandato di Carcieri è stata la gestione della nevicata del dicembre 2007, che ha causato diversi problemi in tutto lo Stato del Rhode Island: il 13 dicembre 2007, in tutto lo stato si abbattono violente nevicate con circa 12 pollici di neve riversati a terra, con il traffico congestionato e il trasporto pubblico in gravi difficoltà. Tuttavia, il gabinetto governatoriale non è riuscito a gestire l'emergenza dal momento che il Governatore Carcieri si trovava in Medio Oriente e non aveva autorizzato il Vicegovernatore ad assumere le proprie funzioni per gestire l'emergenza e perciò le varie agenzie statali preposte alla gestione della viabilità non erano certe di avere l'ordine per ripulire le carreggiate, portando diversi problemi alla pulizia e alla gestione della neve su tutto il territorio statale.
In seguito, Carcieri ha dichiarato che il gabinetto aveva commesso diversi errori di comunicazione e che "la gestione dell'emergenza è stata pessima". L'avvenimento ha successivamente preso il nome di "Debacle di dicembre".
Nel 2008, Carcieri ha inoltre ordinato a tutte le agenzie statali di verificare la condizione legale di ogni dipendente per determinare se ci fossero immigrati irregolari e ha anche richiesto alle strutture penitenziarie di collaborare con il Dipartimento della sicurezza interna degli Stati Uniti d'America, mentre nel 2009 Carcieri ha posto il veto ad una legge che permetteva l'organizzazione di servizi funebre ad un partner dello stesso sesso a coppie di fatto. Nel 2010 il veto è stato annullato.